# Adolphe Roger de Susbielle
Pour les articles homonymes, voir Susbielle.
Adolphe Roger de Susbielle est un général de brigade français né à Poitiers (France) le 18 avril 1863 et mort à Nancy le 13 octobre 1939.

## Biographie
Entré à Saint-Cyr en 1882, il est nommé lieutenant en 1885.
Il est admis aux affaires indigènes en 1891, parlant bien l'arabe. Il est promu capitaine en 1895. Chef de bureau à Touggourt en 1897, il est muté à In Salah en 1900. En 1902, il est nommé à Taghit en raison des craintes que font peser sur la région les Berabers, combattants marocains farouchement opposés à la présence française.
Il commande le poste de Taghit lorsque, le 17 août 1903, 4 000 guerriers l'assiègent.
Il est cité à l'OG n° 61 du 19e corps d’armée après l'affaire d’El-Moungar : « M. de Susbielle, capitaine, chef d’annexe. Informé à deux heures du soir du combat d’El-Moungar, est parti à deux heures et demie avec les forces mobiles dont il disposait, a parcouru en 2 heures et demie les 31 km qui le séparaient du lieu du combat. A, par sa venue, mis fin à ce dernier et organisé les premiers secours aux blessés. Signé le 26 septembre 1903 par le général Caze, commandant le 19e corps d'armée. »
Lors de la Première Guerre mondiale, il prend successivement le commandement du 357e régiment d'infanterie, puis de la 151e brigade et enfin de la 258e brigade, avec laquelle il est posté sur le front de la Champagne. 
Nommé général de brigade après la guerre, il commande la 73e brigade d'infanterie et devient préfet maritime adjoint de Bizerte et commandant de la subdivision de Bizerte.
Le samedi 12 juillet 1924, il participe à la distribution des prix du collège de La Malgrange à Jarville et y prend la parole.
Il est le fils du général Bernard de Susbielle et le petit-fils du général François de Susbielle.

## Distinctions
- Commandeur de la Légion d'honneur (décret du 17 janvier 1920), les insignes lui étant remis le 8 mars 1921 des mains du général Henri Mordacq commandant le 30e corps d'armée en occupation en Rhénanie à Wiesbaden.
- Officier du Nichan Iftikhar du 26 avril 1894

## Sources